# Pirma lyga
La Pirma lyga (1 lyga) es el segundo nivel del fútbol lituano.

## Equipos 2024
Equipos de Pirma lyga (1 lyga)
| #   | Equipos          | Licencia | Comentarios |
| --- | ---------------- | -------- | ----------- |
| 1.  | FK Atmosfera     |          |             |
| 2.  | FK Babrungas     |          |             |
| 3.  | BFA Vilnius      |          |             |
| 4.  | FK Garliava      |          |             |
| 5.  | FC Neptūnas      |          |             |
| 6.  | FK Nevėžis       |          |             |
| 7.  | FK Minija        |          |             |
| 8.  | FK Riteriai      |          |             |
| 9.  | FK Ekranas       |          |             |
| 10. | FK Tauras        |          |             |
| 11. | FK Be1           |          |             |
| 12. | Banga B          |          | reserve     |
| 13. | Panevėžys B      |          | reserve     |
| 14. | FA Šiauliai B    |          | reserve     |
| 15. | Hegelmann B      |          | reserve     |
| 16. | Kauno Žalgiris B |          | reserve     |

## Equipos 2022
Equipos de Pirma lyga (1 lyga):
| #   | Equipos          | Licencia | Comentarios                        |
| --- | ---------------- | -------- | ---------------------------------- |
| 1.  | FK Atmosfera     |          | *                                  |
| 2.  | FK Babrungas     |          |                                    |
| 3.  | BFA Vilnius      |          |                                    |
| 4.  | FC Neptūnas      |          |                                    |
| 5.  | FK Minija        |          |                                    |
| 6.  | FK Šilas         |          | nombre cambiado a Marijampolė City |
| 7.  | Be1 NFA          |          |                                    |
| 8.  | FK Garliava      |          |                                    |
| 9.  | DFK Dainava      |          | *                                  |
| 10. | FK Nevėžis       |          |                                    |
|     |                  |          |                                    |
| 11. | FK Ekranas       |          | Licencia de 2. Liga                |
|     |                  |          |                                    |
| 12. | Banga B          |          | Reserve                            |
| 13. | Žalgiris B       |          | Reserve                            |
| 14. | Panevėžys B      |          | Reserve                            |
| 15. | FA Šiauliai B    |          | Reserve                            |
| 16. | Riteriai B       |          | Reserve                            |
|     |                  |          |                                    |
| 17. | Sūduva B         |          | Reserve                            |
| 18. | Kauno Žalgiris B |          | Reserve                            |

## Equipos 2021
| Equipo                 | Licencia | Comentarios                                                                               |
| ---------------------- | -------- | ----------------------------------------------------------------------------------------- |
| FK Jonava              |          |                                                                                           |
| FA Šiauliai            |          |                                                                                           |
| FK Minija Kretinga     |          |                                                                                           |
| FK Atmosfera Mažeikiai |          |                                                                                           |
| BFA Vilnius            |          |                                                                                           |
| FK Panevėžys B         |          |                                                                                           |
| Žalgiris B Vilnius     |          |                                                                                           |
| FK Riteriai B          |          |                                                                                           |
| FK Kauno Žalgiris B    |          |                                                                                           |
| FK Šilas Kazlų Rūda    |          |                                                                                           |
| FK Banga B             |          |                                                                                           |
| FK Neptūnas Klaipėda   |          |                                                                                           |
| FK Sūduva B            |          |                                                                                           |
| FK Babrungas Plungė    |          |                                                                                           |
|                        |          |                                                                                           |
| Be1 NFA                |          | Recibió la licencia pero fue revocada porque el club no jugó en la Liga II el año pasado. |
| FK Garliava            |          | Recibió la licencia pero fue revocada porque el club no jugó en la Liga II el año pasado. |
| FK Ekranas Panevėžys   |          | Criterios deportivos no cumplidos.                                                        |
| FC Vilniaus Vytis      |          | No se proporciona documentación de criterios financieros.                                 |
| FK Atlantas Klaipėda   |          | No se mencionó en los resultados de la licencia.                                          |

## Tablas de liga

### 2009
| Pos | Equipo    | Ciudad    | J  | G  | E | P  | GF | GC | G Dif. | Pts |
| 1.  | Šilutė    | Šilutė    | 24 | 17 | 5 | 2  | 55 | 14 | 41     | 56  |
| 2.  | Alytis    | Alytus    | 24 | 14 | 2 | 8  | 41 | 27 | 14     | 44  |
| 3.  | Mažeikiai | Mažeikiai | 24 | 12 | 4 | 8  | 40 | 32 | 8      | 40  |
| 4.  | Nevėžis   | Kėdainiai | 24 | 10 | 7 | 7  | 41 | 34 | 7      | 37  |
| 5.  | Glestum   | Klaipėda  | 24 | 8  | 3 | 13 | 31 | 40 | -9     | 27  |
| 6.  | Žalgiris  | Vilna     | 24 | 7  | 5 | 12 | 27 | 35 | -8     | 26  |
| 7.  | Lietava   | Jonava    | 24 | 2  | 2 | 20 | 20 | 73 | -53    | 8   |
| --- | --------- | --------- | -- | -- | - | -- | -- | -- | ------ | --- |

### 2008
| Pos. | Equipo            | Ciudad    | J  | G  | E | P  | GF | GC  | G Dif. | Pts |
| 1.   | Tauras            | Tauragė   | 31 | 24 | 3 | 4  | 76 | 21  | 55     | 75  |
| 2.   | Alytis            | Alytus    | 31 | 23 | 3 | 5  | 78 | 24  | 54     | 72  |
| 3.   | Banga             | Gargždai  | 31 | 19 | 7 | 5  | 61 | 27  | 34     | 64  |
| 4.   | FK Rodiklis       | Kaunas    | 31 | 16 | 8 | 7  | 45 | 23  | 22     | 56  |
| 5.   | FC Vilnius        | Vilna     | 31 | 17 | 7 | 7  | 61 | 38  | 23     | 55  |
| 6.   | FK Kauno Jėgeriai | Kaunas    | 31 | 11 | 7 | 13 | 49 | 42  | 7      | 40  |
| 7.   | LKKA ir Teledema  | Kaunas    | 31 | 12 | 2 | 17 | 59 | 59  | 0      | 38  |
| 8.   | Lietava           | Jonava    | 31 | 11 | 3 | 17 | 50 | 61  | -11    | 36  |
| 9.   | Nevėžis           | Kėdainiai | 28 | 10 | 7 | 11 | 48 | 38  | 10     | 37  |
| 10.  | Kruoja            | Pakruojis | 28 | 9  | 2 | 17 | 50 | 56  | -6     | 29  |
| 11.  | FK Utenos Utenis  | Utena     | 28 | 8  | 2 | 18 | 31 | 71  | -40    | 26  |
| 12.  | Glestum           | Klaipėda  | 28 | 6  | 2 | 20 | 35 | 94  | -59    | 20  |
| 13.  | FSK Anykščiai     | Anykščiai | 28 | 1  | 1 | 26 | 14 | 103 | -89    | 4   |
| ---- | ----------------- | --------- | -- | -- | - | -- | -- | --- | ------ | --- |

## Campeones
| Temporada | Ganador                   | Máximo goleador                                                                        |
| --------- | ------------------------- | -------------------------------------------------------------------------------------- |
| 1991      | Žalgiris-2 Vilnius        |                                                                                        |
| 1991-92   | Žalgiris-2 Vilnius        |                                                                                        |
| 1992–93   | Azotas Jonava             |                                                                                        |
| 1993-94   | Mūša Ukmergė              |                                                                                        |
| 1994–95   | Geležinis Vilkas Vilnius  | Igoris Verbovikas (Lokomotyvas Vilnius, 13)                                            |
| 1995–96   | Ranga-Politechnika Kaunas | Svajūnas Česnulis (Laisvė Šilutė, 19)                                                  |
| 1996–97   | Klevas Šiauliai           | Svajūnas Česnulis (Laisvė Šilutė, 23)                                                  |
| 1997–98   | Dainava Alytus            | E. Medvedevas (Lietava Jonava, 17)                                                     |
| 1998–99   | Lietava Jonava            | Marijus Kursevičius (Atletas Kaunas, 20)                                               |
| 1999      | Kauno Jėgeriai            | R. Kirsanovas (Geležinis Vilkas Vilnius), 15)                                          |
| 2000      | Vėtra Rūdiškės            | Šarūnas Litvinas (Pieno Cechas Kalvarija, 32)                                          |
| 2001      | Polonija Vilnius          | Tomas Radzinevičius (Sūduva Marijampolė, 33)                                           |
| 2002      | Vėtra Rūdiškės            | Denisas Vasilkovas (Interas Visaginas, Vėtra Rūdiškės, 27)                             |
| 2003      | Polonija Vilnius          | Vytautas Zaboras (Polonija Vilnius, 27)                                                |
| 2004      | KFK Šiauliai              | Gvidas Juška (Babrungas Plungė, Kauno Jėgeriai, 21)                                    |
| 2005      | Alytis Alytus             | Karolis Nepas (Vėtra-2 Vilnius, Alytis Alytus, 22)                                     |
| 2006      | Kauno Jėgeriai            | Ramūnas Timinskas (Kruoja Pakruojis, 22)                                               |
| 2007      | Alytis Alytus             | Rimantas Cepovas (Rodiklis Kaunas, 25)                                                 |
| 2008      | FK Tauras Tauragė         | Martynas Karalius (Glestum Klaipėda, 19)                                               |
| 2009      | FK Šilutė                 | Gvidas Juška (FK Šilutė, 21)                                                           |
| 2010      | FBK Kaunas                | Arsenijus Buinickis (Lietava Jonava, 28)                                               |
| 2011      | FK REO                    | Aivaras Lyberis (Nevėžis Kėdainiai, 24)                                                |
| 2012      | Lietava Jonava            | Aivaras Lyberis (Nevėžis Kėdainiai, 24)                                                |
| 2013      | FK Klaipėdos Granitas     | Aivaras Lyberis (Nevėžis Kėdainiai, 18) Edgaras Mastianica (FK Klaipėdos Granitas, 18) |
| 2014      | FK Stumbras               | Artūras Rimkevičius (FC Stumbras, 26)                                                  |
| 2015      | Lietava Jonava            | Laurynas Stonkus (Lietava Jonava, 30)                                                  |
| 2016      | FK Šilas                  | Artur Skuratovic (Vilniaus Vytis), 31)                                                 |
| 2017      | FK Palanga                | Gvidas Juška (FK Palanga), 17)                                                         |
| 2018      | FK Panevėžys              | Evaldas Kugys (FK Nevėžis Kėdainiai, 20)                                               |
| 2019      | FC Džiugas Telšiai        | Jose Luis Balanta Caracas (DFK Dainava), Evaldas Kugys (FK Nevėžis Kėdainiai) 19       |
| 2020      | FK Nevėžis                |                                                                                        |
| 2021      | FA Šiauliai               |                                                                                        |
| 2022      | DFK Dainava               |                                                                                        |
| 2023      | FK Transinvest            |                                                                                        |
| 2024      | FK Riteriai               |                                                                                        |